# Лозник, Нухим Моисеевич
Ну́хим (Нау́м) Моисе́евич Ло́зник (10 августа 1925, Ботошани, Румыния — 29 сентября 1989, Кишинёв) — молдавский советский скрипач. Заслуженный артист Молдавской ССР (1983).

## Биография
Родился в семье театрального администратора Моисея Лозника (1893—?), уроженца Польши, и его жены Идес Лозник из бендерской аптекарской семьи. Отец возглавлял ряд гастролирующих в Румынии и Бессарабии трупп еврейского театра на идише.
Обучался игре на скрипке в Черновицах, затем в классе концертмейстера Бухарестской оперы И. Л. Дайлиса. В 1940 году с родителями и их театральной труппой переехал в Кишинёв (на её основе был создан Кишинёвский государственный еврейский театр), где продолжил обучение в музыкальной школе-десятилетке у того же И. Л. Дайлиса. В годы войны находился в эвакуации в Узбекистане, работал сапожником и раз в неделю брал уроки у эвакуированного в Ташкент Д. С. Бертье. После возвращения в Кишинёв поступил в Кишинёвскую консерваторию, которую окончил в 1952 году по классу своего многолетнего педагога И. Л. Дайлиса.
Ещё будучи студентом играл в Молдавском государственном джаз-оркестре под управлением Шико Аранова и в симфоническом оркестре Молдавской филармонии. С 1966 года — инспектор Симфонического оркестра Молдавской филармонии. В 1966—1971 годах был скрипачом и дирижёром в Кишинёвском еврейском театре, организованном режиссёром Рувимом Левиным (1925—1972). С 1976 года и до конца жизни — концертмейстер оркестра Кишинёвского театра оперы и балета.
Сын — Марк Нухимович Лозник, виолончелист в оркестре Бухарестского оперного театра.